# Gregorio Brillantes
Gregorio C. Brillantes (Camiling, 18 december 1932) is een Filipijns schrijver. Hij schreef met name korte verhalen en novelles en won daarmee vele prijzen. Zo won Brillantes onder andere zes eerste prijzen bij de Carlos Palanca Memorial Awards en werd hij in 1995 opgenomen in de Carlos Palanca Memorial Award Hall of Fame.

## Biografie
Brillantes behaalde in 1952 een Bachelor of Letters aan de Ateneo de Manila University. Hij was redacteur van Philippines Free Press en eindredacteur van Asia Philippines Leader en van The Manila Review. Brillantes schreef fictie en essays. Met zijn korte verhalen en novelles won hij vele prijzen. Zo won een Catholic Mass Media Award of Merit for Best Book voor The Apollo Centennial in 1981 en een Southeast Asian Writers (SEAWRITE) Award in 1982. Ook won hij drie eerste prijzen in literaire wedstrijd van Philippine Free Press voor The Living and the Dead, A Wind Over the Earth en The Distance to Andromeda. Tussen 1967 en 1987 won hij zes maal de eerste prijs bij de Carlos Palanca Memorial Awards voor de korte verhalen The Fires of the Sun, the Crystalline Sky (1967), The Cries of Children on an April Afternoon in the Year 1957 (1974), Janis Joplin, The Revolution and the Melancholy Widow of Gabriela Silang Street (1976), Rizal, Balaguer and Teilhard: Convergence at the Luneta (1983) en Climate of Disaster, Season of Disgrace (1987) en het essay Climate of Disaster, Season of Disgrace (1984)